# Расловка (Саратовская область)
Расловка — деревня в Саратовском районе Саратовской области России. С 1 января 2022 года входит в состав городского округа Саратова.

## Физико-географическая характеристика
Деревня Расловка располагается на севере Саратовского района, в 7 километрах от административного центра поселения села Шевыревка, в 33 километрах от областного центра города Саратова. Деревня располагается на берегу реки Волга, с которого открывается живописный пейзаж. Вблизи деревни находится исток реки Елшанка.   
Климат
Климат в деревне умеренно-холодный со значительным количеством осадков. Даже в засушливый месяц наблюдается много дождя (согласно классификации климатов Кёппена — Dfa). Среднегодовая температура в Расловке - 6.6 °C. 458 mm - среднегодовая норма осадков. Самый засушливый месяц - Март с осадками 27 mm. Большая часть осадков здесь выпадает в Июле, в среднем 45 mm.
Часовой пояс
деревня Расловка, как и вся Саратовская область, находится в часовой зоне МСК+1. Смещение применяемого времени относительно UTC составляет +4:00.
Уличная сеть
В деревне четыре улицы: Новая, Первомайская, Песчаная, Школьная. К территории населённого пункта относятся 34 садовых некоммерческих товарищества.

## Население
| 2010 |
| ---- |
| 16   |

На 1 января 2019 года в деревне проживало 25 человек, насчитывается 9 дворов.

## Инфраструктура
Деревня Расловка, несмотря на присутствие постоянного населения, сегодня превратилась в дачный поселок с большой сетью садовых товариществ. 